# Gardenia angkorensis
Gardenia angkorensis är en måreväxtart som beskrevs av Charles-Joseph Marie Pitard. Gardenia angkorensis ingår i släktet Gardenia och familjen måreväxter. Inga underarter finns listade i Catalogue of Life.